# Nipplegate
Nipplegate (ett teleskopord efter det engelska ordet för "bröstvårta" och Watergate) är smeknamnet på den skandal som orsakades av att Janet Jacksons ena bröst, efter att Justin Timberlake ryckt loss en bit av hennes korsett, blottades under det direktsända halvtidsuppträdandet i samband med Super Bowl XXXVIII på Reliant Stadium i Houston den 1 februari 2004. 
Super Bowl är den största årliga TV-händelsen i USA och Jacksons blottade bröst gjorde att framträdandet av många ansågs som osedligt och ledde till starka reaktioner. Totalt 200 000 personer från USA och 50 personer från Kanada framlade protester till det ansvariga TV-bolaget CBS, som senare fick böta 550 000 dollar.
Händelsen ledde till utredning av myndigheten FCC, kongressförhör samt stor offentlig debatt. Följderna blev att många direktsända evenemang, till exempel Grammy- och Oscarsgalan, numera sänds med en viss fördröjning för att sådant som TV-bolaget tror kan uppfattas som stötande ska kunna klippas bort.